# Flagge Tamil Eelams
Die Flagge von Tamil Eelam ist rot mit einem schmalen weißen Ring in der Mitte (Durchmesser ein Drittel der Breite), strahlenförmig besetzt mit goldenen Patronen, hinterlegt von zwei gekreuzten schwarzen Gewehren. Aus dem Ring blicken Kopf und Vordertatzen eines naturfarbenen Tigers, den Rachen aufgerissen. Nach einer erfolgreichen Staatsgründung sollen Waffen und Munition entfernt werden.

## Geschichte
Die Flagge Tamil Eelams wurde 1977 entworfen. Das Tiger-Symbol wurde vom einstigen tamilischen Chola-Imperium übernommen, das im Mittelalter die Insel des heutigen Sri Lanka unter seine Herrschaft brachte. Die Befreiungstiger von Tamil Eelam haben die Flagge ursprünglich mit einem tamilischen Schriftzug („Befreiungstiger von Tamil Eelam“) versehen, der 1990 entfernt wurde. 2005 wurden Neuerungen bezüglich des Regelwerks veröffentlicht, wie die Flagge bei diversen Gelegenheiten zu hissen sei.

## Bedeutung
Das Tiger-Symbol illustriert die kriegerische Vergangenheit (Veera varalaru) und den nationalen Aufruhr der Tamilen. Die Flagge ist das Symbol des zu schaffenden unabhängigen Staates Tamil Eelam, des in den kriegerischen Traditionen (Veera marapuhal) der Tamilen verwurzelt ist.
Vier Aspekte der Ideale und der Mission Tamil Eelams, die von den vier Farben dargestellt werden, werden wie folgt in dem Regelwerk der Befreiungstiger von Tamil Eelam beschrieben:
Gelb steht für das Streben der Tamilen, sich in ihrem eigenen Heimatland selbst unabhängig zu regieren.
Die Prinzipien, die zu einer Verbreitung von sozialer Gerechtigkeit und dazu nötigen revolutionären Veränderungen benötigt werden, werden durch die Farbe Rot repräsentiert.
Schwarz soll daran erinnern, dass der Weg zur Freiheit mit Gefahren, Tod und Zerstörung bestückt ist.
Weiß steht für Tamil Eelams Reinheit, Ehrlichkeit und Selbstlosigkeit.